# Chu Yafei
Dans ce nom, le nom de famille précède le nom personnel.
Chu Yafei (né le 5 septembre 1988 en Mongolie-Intérieure) est un athlète chinois, spécialiste de la marche.
Son meilleur temps sur 20 kilomètres a été obtenu à Lugano le 20 mars 2011, en 1 h 18 min 38 s. Deuxième en Coupe du monde à Chihuahua en 2010, il avait terminé 13e aux Mondiaux de Berlin et 10e aux Jeux olympiques de Pékin. Il a terminé deuxième du Challenge mondial de marche en 2010.